# ساكن عباس (مكيراس)

تعديل مصدري - تعديل

ساكن عباس هي إحدى قرى عزلة مكيراس بمديرية مكيراس التابعة لمحافظة البيضاء، بلغ تعداد سكانها 32 نسمة حسب تعداد اليمن لعام 2004.